# 藏紫枝柳
藏紫枝柳（学名：Salix paraheterochroma）是杨柳科柳属的植物，为中国的特有植物。分布在中国大陆的西藏等地，生长于海拔3,300米至3,400米的地区，一般生长在山坡林内，目前尚未由人工引种栽培。